# Тремадог
Трема̀дог (на уелски: Tremadog) е село в Северозападен Уелс, графство Гуинед. Намира се непосредствено на север от град Портмадог. То е основано в началото на 19 век от предприемача Уилям Мадокс. Между град Портмадог и Тремадог е прокопан изкуствения воден канал Ъ Кит.
Населението на Трема̀дог е 1232 жители (по приблизителна оценка от юни 2017 г.).

## Личности
Родени
- Томас Лорънс (1888 – 1935), офицер